# Гаїті на літніх Олімпійських іграх 2016
Гаїті на літніх Олімпійських іграх 2016 представляли 10 спортсменів у 7 видах спорту. Жодної медалі олімпійці Гаїті не завоювали.

## Спортсмени
| Дисципліна     | Чоловіки | Жінки | Разом |
| -------------- | -------- | ----- | ----- |
| Легка атлетика | 2        | 1     | 3     |
| Бокс           | 1        | 0     | 1     |
| Дзюдо          | 1        | 0     | 1     |
| Плавання       | 1        | 1     | 2     |
| Тхеквондо      | 0        | 1     | 1     |
| Важка атлетика | 1        | 0     | 1     |
| Боротьба       | 1        | 0     | 1     |
| Разом          | 7        | 3     | 10    |

## Легка атлетика
Легенда
- Note – для трекових дисциплін місце вказане лише для забігу, в якому взяв участь спортсмен
- Q = пройшов у наступне коло напряму
- q = пройшов у наступне коло за добором (для трекових дисциплін - найшвидші часи серед тих, хто не пройшов напряму; для технічних дисциплін - увійшов до визначеної кількості фіналістів за місцем якщо напряму пройшло менше спортсменів, ніж визначена кількість)
- NR = Національний рекорд
- N/A = Коло відсутнє у цій дисципліні
- Bye = спортсменові не потрібно змагатися у цьому колі

Трекові і шосейні дисципліни
| Спортсмен       | Дисципліна                               | Попередній забіг | Попередній забіг | Чвертьфінал | Чвертьфінал | Півфінал         | Півфінал         | Фінал            | Фінал            |
| Спортсмен       | Дисципліна                               | Результат        | Місце            | Результат   | Місце       | Результат        | Місце            | Результат        | Місце            |
| --------------- | ---------------------------------------- | ---------------- | ---------------- | ----------- | ----------- | ---------------- | ---------------- | ---------------- | ---------------- |
| Джеффрі Джалміс | біг на 110 метрів з бар'єрами (чоловіки) | 13.66            | 3 Q              | Н/Д         | Н/Д         | DSQ              | DSQ              | Завершив виступ  | Завершив виступ  |
| Даррелл Веш     | біг на 100 метрів (чоловіки)             | Bye              | Bye              | 10.39       | 8           | Завершив виступ  | Завершив виступ  | Завершив виступ  | Завершив виступ  |
| Мулерн Джин     | біг на 100 метрів з бар'єрами (жінки)    | DSQ              | DSQ              | Н/Д         | Н/Д         | Завершила виступ | Завершила виступ | Завершила виступ | Завершила виступ |

## Бокс
| Спортсмен         | Категорія           | 1/16 фіналу         | 1/8 фіналу         | Чвертьфінали       | Півфінали          | Фінал              | Фінал           |
| Спортсмен         | Категорія           | Суперник Результат  | Суперник Результат | Суперник Результат | Суперник Результат | Суперник Результат | Місце           |
| ----------------- | ------------------- | ------------------- | ------------------ | ------------------ | ------------------ | ------------------ | --------------- |
| Річардсон Хітчінс | до 64 кг (чоловіки) | Russell (USA) L 0–3 | Завершив виступ    | Завершив виступ    | Завершив виступ    | Завершив виступ    | Завершив виступ |

## Дзюдо
| Спортсмен   | Категорія           | 1/32 фіналу        | 1/16 фіналу               | 1/8 фіналу         | Чвертьфінали       | Півфінали          | Втішний поєдинок   | Фінал / БМ         | Фінал / БМ      |
| Спортсмен   | Категорія           | Суперник Результат | Суперник Результат        | Суперник Результат | Суперник Результат | Суперник Результат | Суперник Результат | Суперник Результат | Місце           |
| ----------- | ------------------- | ------------------ | ------------------------- | ------------------ | ------------------ | ------------------ | ------------------ | ------------------ | --------------- |
| Жозуе Депре | до 73 кг (чоловіки) | Bye                | Вандтке (GER) L 000–000 S | Завершив виступ    | Завершив виступ    | Завершив виступ    | Завершив виступ    | Завершив виступ    | Завершив виступ |

## Плавання
| Спортсмен         | Дисципліна                          | Попередній заплив | Попередній заплив | Півфінал         | Півфінал         | Фінал            | Фінал            |
| Спортсмен         | Дисципліна                          | Час               | Місце             | Час              | Місце            | Час              | Місце            |
| ----------------- | ----------------------------------- | ----------------- | ----------------- | ---------------- | ---------------- | ---------------- | ---------------- |
| Франц Дорсенвіль  | 50 метрів вільним стилем (чоловіки) | 30.86             | 85                | Завершив виступ  | Завершив виступ  | Завершив виступ  | Завершив виступ  |
| Наомі Гранд П'єрр | 50 метрів вільним стилем (жінки)    | 27.46             | 56                | Завершила виступ | Завершила виступ | Завершила виступ | Завершила виступ |

## Тхеквондо
| Спортсмен    | Категорія        | 1/8 фіналу         | Чвертьфінали       | Півфінали          | Втішний поєдинок   | Фінал / БМ         | Фінал / БМ |
| Спортсмен    | Категорія        | Суперник Результат | Суперник Результат | Суперник Результат | Суперник Результат | Суперник Результат | Місце      |
| ------------ | ---------------- | ------------------ | ------------------ | ------------------ | ------------------ | ------------------ | ---------- |
| Анія Луїссан | до 67 кг (жінки) | Ніар (FRA) L 4–5   | Завершила виступ   | Завершила виступ   | Гбагбі (CIV) L 2–7 | Завершила виступ   | 7          |

## Важка атлетика
| Спортсмен   | Категорія           | Ривок     | Ривок | Поштовх   | Поштовх | Загалом | Місце |
| Спортсмен   | Категорія           | Результат | Місце | Результат | Місце   | Загалом | Місце |
| ----------- | ------------------- | --------- | ----- | --------- | ------- | ------- | ----- |
| Едуар Жозеф | до 62 кг (чоловіки) | 107       | 14    | —         | —       | 107     | DNF   |

## Боротьба
Легенда:
- VT – Перемога на туше.
- PP – Перемога за очками – з технічними очками в того, хто програв.
- PO – Перемога за очками – без технічних очок в того, хто програв.
- ST – Перемога за явної переваги – різниця в очках становить принаймні 8 (греко-римська боротьба) або 10 (вільна боротьба) очок, без технічних очок у того, хто програв.

Чоловіки
| Спортсмен       | Категорія | Кваліфікація       | 1/8 фіналу            | Чвертьфінал        | Півфінал           | Втішний поєдинок 1 | Втішний поєдинок 2      | Фінал / БМ         | Фінал / БМ |
| Спортсмен       | Категорія | Суперник Результат | Суперник Результат    | Суперник Результат | Суперник Результат | Суперник Результат | Суперник Результат      | Суперник Результат | Місце      |
| --------------- | --------- | ------------------ | --------------------- | ------------------ | ------------------ | ------------------ | ----------------------- | ------------------ | ---------- |
| Аснаге Кастеллі | до 74 кг  | Bye                | Яздані (IRI) L 0–4 ST | Завершив виступ    | Завершив виступ    | Bye                | Demirtaş (TUR) L 0–4 ST | Завершив виступ    | 19         |